# Ojos marrones
«Ojos marrones» es una canción del cantante venezolano Lasso. Fue lanzada el 2 de junio de 2022 a través de Universal Music México como el segundo sencillo de su cuarto álbum de estudio Eva (2023). El vídeo musical que acompaña a la pista fue publicado el 14 de junio de ese año. La canción adquirió popularidad después de volverse viral en la aplicación TikTok. El 20 de agosto de 2022, Lasso anunció un remix junto al cantante colombiano Sebastián Yatra, el cual fue publicado el 23 de agosto de 2022.

## Antecedentes y lanzamiento
A fines de mayo del 2022, Lasso anunció a través de sus redes sociales que «Ojos marrones» sería el segundo tema musical que publicaría y la interpretó días antes de su lanzamiento en los conciertos brindados en diferentes ciudades de Venezuela durante su gira Algodón World Tour. En una entrevista para Tu música hoy, el artista develó que la salida del sencillo al mercado comercial se debió a que no tenía ninguna otra canción con un videoclip grabado.

## Composición y letra
La canción fue escrita en dos días por Lasso en conjunto con Agustín Zubillaga y Luis Jiménez; y se inspiró en tres experiencias románticas fallidas que tuvo con diferentes mujeres. El título de la canción «Ojos marrones» tiene su origen en un viaje que realizó Lasso a Tepoztlán, México, donde fue a visitar a la bruja del Oráculo, que es conocida por decir una oración que le cambia la vida a las personas y en ese lugar la mujer le expresó, en relación con su futuro amoroso, que «si no tiene ojos marrones, nunca va a funcionar», lo que llevó al cantante a darse cuenta de que ninguna de sus anteriores parejas tenían los ojos de este color y en base a esto creó la frase «nada es igual sin tus ojos marrones». La frase «ella sí se lleva bien con mis amigos» tuvo su origen en una salida que tuvo el artista con una chica que llevó a una fiesta, donde se relacionó de manera divertida con sus allegados, quienes le comentaron que era diferente a su ex, sin embargo, la relación no prosperó debido a que la chica le había dado un nombre falso y tenía novio. La oración «el mismo restaurante, pero a ella sí le dan risa mis chistes» surgió a partir de que el cantante llevó a una expareja a un restaurante, donde le contó un chiste y a ella no le causó gracia, pero sí al mesero. Luego de terminar esta relación, Lasso asistió al mismo restaurante con otra mujer a la que le contó el mismo chiste y a ésta si se le causó risa, a lo cual el mesero le comentó que «ella si se ríe».
El contenido lírico refiere a la etapa de la vida, donde se comienza desde cero una relación con otra persona, después de haber pasado por un vínculo increíble o tóxico, del cual se hizo un duelo. En cuanto a la melodía musical, Lasso reveló que se inspiró en la canción «Dreams» de la banda británica Fleetwood Mac.

## Recepción

### Desempeño comercial
La canción logró escalar a la posición número 67 del Top 200 Global de Spotify, mientras que se posicionó entre los 10 primeros lugares de varias listas de éxitos musicales de la misma plataforma en países como México, Panamá, Ecuador, España y Estados Unidos. Además, el sencillo logró obtener el puesto número 1 en las listas elaboradas por la aplicación Shazam en Perú y México. Asimismo, encabezó el conteo del Monitor Latino en Perú al lograr la posición número 1 en la semana del 8 de agosto.

### Premios y nominaciones
| Año  | Premiación               | Categoría                        | Resultado | Ref.   |
| ---- | ------------------------ | -------------------------------- | --------- | ------ |
| 2023 | Premios Heat Latin Music | Mejor colaboración               | Nominado  | [ 19 ] |
| 2023 | Premios Nuestra Tierra   | Mejor canción pop                | Nominado  | [ 20 ] |
| 2023 | Latino Show Music Awards | Mejor canción pop urbano         | Nominado  | [ 21 ] |
| 2023 | Latino Show Music Awards | Mejor video de música pop urbano | Nominado  | [ 21 ] |
| 2023 | Latino Show Music Awards | Videoclip del año                | Nominado  | [ 21 ] |
| 2023 | Premios Grammy Latinos   | Grabación del año                | Nominado  | [ 22 ] |
| 2023 | Premios Grammy Latinos   | Canción del año                  | Nominado  | [ 22 ] |
| 2023 | Premios Grammy Latinos   | Mejor canción de pop/rock        | Ganador   | [ 22 ] |

## Posicionamiento en las listas

### Semanales
| Listas (2022)                                | Mejor posición |
| -------------------------------------------- | -------------- |
| Argentina Hot 100 (Billboard)                | 41             |
| Bolivia (Monitor Latino)                     | 4              |
| Bolivia Songs (Billboard)                    | 7              |
| Costa Rica (Monitor Latino)                  | 14             |
| Ecuador (Monitor Latino)                     | 8              |
| Ecuador (National Report)                    | 1              |
| Ecuador Songs (Billboard)                    | 9              |
| El Salvador (ASAP EGC)                       | 2              |
| El Salvador (Monitor Latino)                 | 1              |
| Estados Unidos Latin Pop Airplay (Billboard) | 15             |
| Global 200 (Billboard)                       | 66             |
| Global 200 Excl. US (Billboard)              | 39             |
| Guatemala (Monitor Latino)                   | 17             |
| México (Monitor Latino)                      | 3              |
| Mexico Songs (Billboard)                     | 7              |
| México Streaming (AMPROFON)                  | 8              |
| Nicaragua Pop (Monitor Latino)               | 10             |
| Panamá Pop (Monitor Latino)                  | 9              |
| Panamá (PRODUCE)                             | 41             |
| Perú (Monitor Latino)                        | 1              |
| Peru Songs (Billboard)                       | 5              |
| Venezuela Pop (Monitor Latino)               | 9              |

## Certificaciones
| País           | Organismo certificador | Certificación            | Ventas certificadas | Ref.   |
| -------------- | ---------------------- | ------------------------ | ------------------- | ------ |
| Centroamérica  | IFPI                   | Platino                  | 40 000              | [ 45 ] |
| Colombia       | IFPI Colombia          | Platino                  | 20 000              | [ 46 ] |
| España         | PROMUSICAE             | Oro                      | 30 000              | [ 47 ] |
| México         | AMPROFON               | 2× Diamante + 3x Platino | 1 820 000           | [ 48 ] |
| Perú           | UNIMPRO                | Diamante                 | 350 000             | [ 49 ] |
| Estados Unidos | RIAA                   | 6x Platino               | 360 000             | [ 50 ] |

## Versión remezclada
| Listas (2022)                  | Mejor posición |
| ------------------------------ | -------------- |
| Argentina (Monitor Latino)     | 20             |
| Bolivia (Monitor Latino)       | 3              |
| Chile (Monitor Latino)         | 18             |
| Costa Rica (Monitor Latino)    | 3              |
| Ecuador (Monitor Latino)       | 4              |
| El Salvador (Monitor Latino)   | 1              |
| España (PROMUSICAE)            | 88             |
| Guatemala (Monitor Latino)     | 9              |
| Honduras Pop (Monitor Latino)  | 10             |
| México (Monitor Latino)        | 5              |
| Nicaragua Pop (Monitor Latino) | 9              |
| Panamá (Monitor Latino)        | 8              |
| Panamá (PRODUCE)               | 21             |
| Paraguay Pop (Monitor Latino)  | 11             |
| Perú (Monitor Latino)          | 2              |
| Venezuela (Monitor Latino)     | 9              |
| Venezuela (Record Report)      | 4              |

## Créditos y personal
Adaptados desde Genius.

### Producción
- Andrés Vicente Lazo Uslar: voz, composición, batería, bajo
- Agustín Zubillaga: composición.
- Luis Jiménez: composición.
- Renzo Bravo: producción y teclado.
- Orlando Vitto: producción y teclado.

### Técnico
- Dave Kutch: ingeniería de masterización.
- Mario I. Contreras: A&R.
- Renzo Bravo: ingeniería de audio y programación.
- Orlando Vitto: ingeniería de audio, ingeniería de mezcla y programación.
- Joshua San Martin: asistente de ingeniería de audio.
- Ram Cantu: asistente de ingeniería de audio.
- Carlos Brandi: asistente de ingeniería de audio.
- Camila Bravo: asistente de ingeniería de audio.

## Historial de lanzamientos
| Región | Fecha                | Formato(s)                 | Discográfica           | Versión  | Ref.   |
| ------ | -------------------- | -------------------------- | ---------------------- | -------- | ------ |
| Varios | 2 de junio de 2022   | Descarga digital streaming | Universal Music México | Original | [ 69 ] |
| Varios | 23 de agosto de 2022 | Descarga digital streaming | Universal Music México | Remezcla | [ 70 ] |